# Poecilipta
Poecilipta är ett släkte av spindlar som beskrevs av Eugène Simon 1897.
Poecilipta ingår i familjen flinkspindlar.
Kladogram enligt Catalogue of Life:
| Poecilipta | \| \| Poecilipta janthina \| \| \| \| \| \| Poecilipta venusta \| \| \| \| |
|            | \| \| Poecilipta janthina \| \| \| \| \| \| Poecilipta venusta \| \| \| \| |
|            | Poecilipta janthina                                                        |
|            |                                                                            |
|            | Poecilipta venusta                                                         |
|            |                                                                            |